# Arts Tower

Arts Tower es un rascacielos que forma parte del lujoso complejo residencial YooPanama Inspired by Starck conformada por dos condominios con vistas frente al mar o a la ciudad. Los interiores son diseñados por la renombrada firma mundial de YOO by Philippe Starck. Se encuentra en la Avenida Balboa.